# Neeltgen Andries

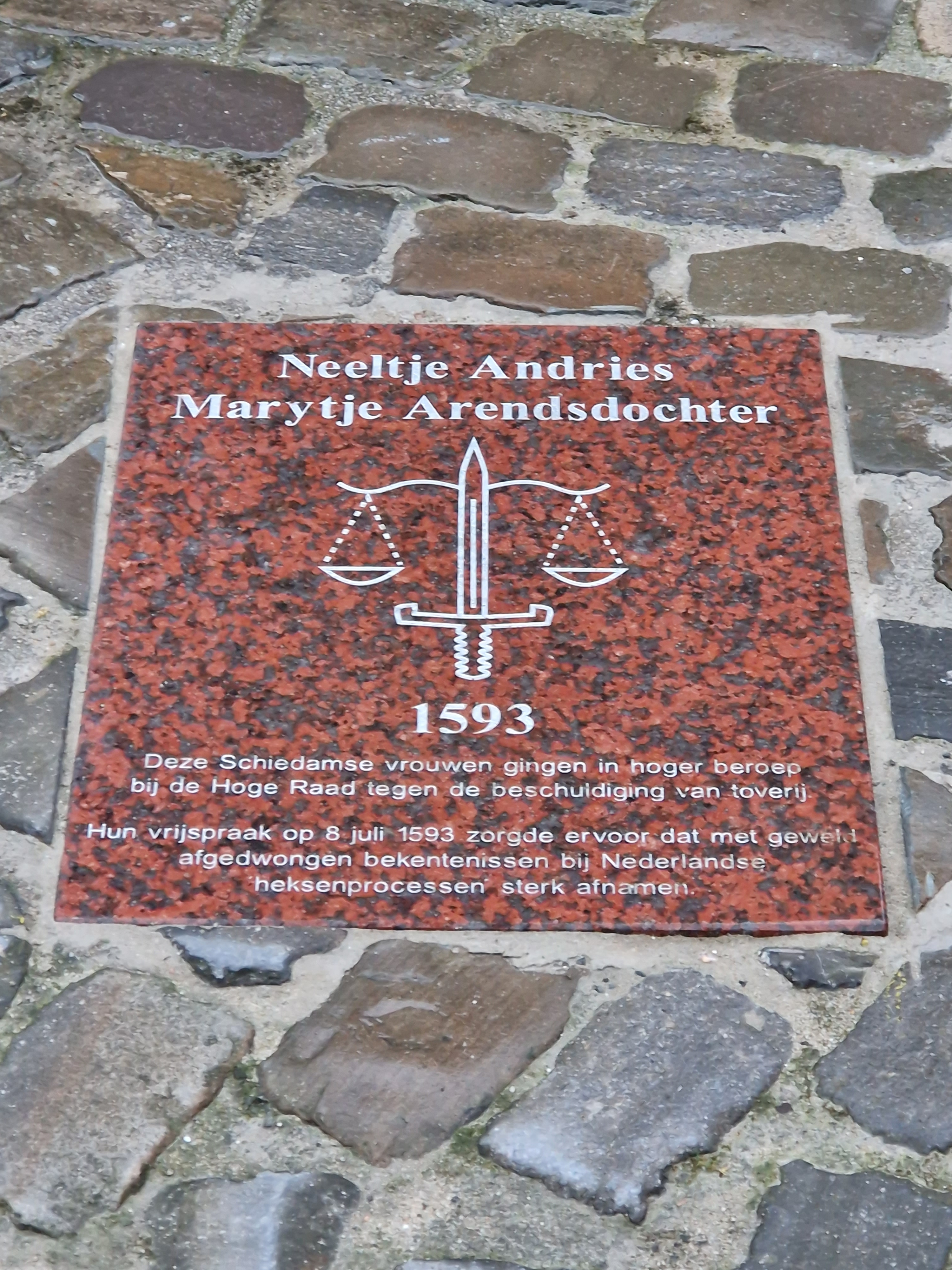
Gedenktegel op de Grote markt van Schiedam voor Neeltje Andries en Marytje Arendsdr.

Neeltgen Andries (1527- Schiedam, 1603; soms ook aangeduid als Neeltje Andries) was een vrouw die in 1587 en 1591 verdacht werd van toverij. In 1587 ging Andries voor het eerst ter purge bij het stadsbestuur van Schiedam, omdat stadsgenoten haar beschuldigden van toverij. In 1591 ging ze opnieuw ter purge maar nu bij het Hof van Holland in Den Haag. De geruchten van toverij waren zo hardnekkig, dat dit haar enige kans was om haar onschuld te bewijzen en de doodstraf te ontlopen. Neeltgen Andries zat uiteindelijk ruim 2,5 jaar gevangen in Den Haag in de voorhove van het Hof van Holland, ook wel bekend als de Gevangenpoort. In 1593 werd zij door de Hoge Raad van Holland, Zeeland en West-Friesland vrijgesproken.
Deze uitspraak van de Hoge Raad is van belang geweest bij het ontstaan van nieuwe jurisprudentie in Holland met betrekking tot het verkrijgen van bekentenissen in toverijprocessen. Tijdens (toverij)processen werd, als de verdachte niet bekende, gebruik gemaakt van de pijnbank en andere marteltechnieken. Dit omdat er zonder bekentenis juridisch gezien geen doodstraf uitgevoerd kon worden. In de periode van de procedure van Neeltgen kwam er een omslag in de denkwijze bij Hollandse rechtbanken over de bekentenissen en de inhoud van deze bekentenissen, en of deze bekentenissen tot de doodstraf mochten leiden.

## Levensloop
Neeltgen Andries is rond 1537 geboren. Haar geboorteplaats is onbekend, maar ze woonde een groot deel van haar leven in Schiedam. Ze was getrouwd met Maerten Pouwels. Hij werkte als stuurman en maakte later de overstap naar houtkoper. Ze woonden aan de Lange Haven in Schiedam.
Neeltgen Andries en Maerten Pouwels waren poorters, een positie die extra privileges met zich meebracht. Uit de giftboeken in het Gemeentearchief van Schiedam blijkt dat Neeltgen Andries en Maerten Pouwels welvarend waren. Maerten Pouwels liet tussen 1567 en 1570 een aantal huizen bouwen en verkocht deze. Hij was mede-eigenaar van een haringschip en stond garant voor de koop van verschillende andere schepen. De eerste vermelding van het beroep 'houtkoper' bij zijn naam is uit 1578. Ook Neeltgen Andries was houtkoopster. In getuigenissen in het toverijproces van 1591 werd regelmatig genoemd hoe het Neeltgen Andries een lading hout in ontvangst nam of verkocht.

## De toverijprocessen
In 1587 werd Neeltgen Andries verdacht van het ziek toveren van een buurmeisje. Er was ook een hardnekkig gerucht dat ze een miskraam of vroeggeboorte bij Maartgen Queps had veroorzaakt. Tevens zou ze het schip van kapitein Willem Dircksz. hebben laten zinken: hij had haar niet mee willen nemen in zijn kar, waarop Neeltgen Andries boos zou zijn geworden en zou hebben geroepen:
"'t zal d'r u naar vergaan."
Op 18 oktober 1587 is er een verklaring opgenomen in het certificatieboek van de baljuw en de schepenen op verzoek van Neeltgen Andries. Drie vrouwen, Syburch Reyersdr., Tryntgen Aelbrechsdr en het nichtje van Neeltgen Andries, Neeltgen Ariensdr., verklaarden dat er een gerucht was dat Andries de kleindochter van Rochus Vriezen gekweld zou hebben. Het meisje was erg ziek en zei dat het de schuld van Andries was, alhoewel ze de persoon die haar betoverd zou hebben niet had gezien. De moeder van het zieke meisje zei dat ze haar dochter eigenlijk niet geloofde, want Andries was helemaal niet in de buurt geweest. Haar dochter hield voet bij stuk. In de verklaring werd ook opgenomen dat de moeder aangaf dat haar dochter rare dingen had opgebraakt, waaronder twee messen. Het braken van lichaamsvreemde voorwerpen werd in de 16e eeuw gezien als een teken van ziekte door toverij.
Op 26 oktober 1587 werd er door een stadsomroeper op de markt in Schiedam met klokgelui een bericht voorgelezen, opgesteld door de schout:
"De burgemeesters, schepenen en rade. Het stadsbestuur heeft gemerkt dat ongoddelijke afgoderij van toverijen of dergelijke duivelrije opnieuw in Schiedam begint op te laaien."

### Vrijspraak
Neeltgen Andries vroeg het stadsbestuur om de roddels en achterklap te onderzoeken, omdat deze erg slecht waren voor haar houthandel. Er werden getuigen gehoord door het stadsbestuur, zowel in het bijzijn van Andries, als zonder haar aanwezigheid. Het stadsbestuur concludeerde dat de getuigen die door hen waren opgeroepen de aanklacht niet wilden herhalen voor de schepenbank en dat ook niemand er weet van had dat Neeltgen Andries een toveres zou zijn. Er was dus geen bewijs en het stadsbestuur gaf aan dat Andries niets te maken had met toverij en dat het ging om roddels, straatmare en achterklap. De poging van Andries om ter purge te gaan was geslaagd. Maar helaas was het geen garantie om niet opnieuw verdacht te worden van toverij.

### Nieuwe beschuldigingen
In februari 1591 legden verschillende hooggeplaatste mensen uit Schiedam verklaringen af met betrekking tot Neeltgen Andries. Er is een gerucht dat ze Maritgen Queps heeft betoverd en dat Queps van twee schone kinderen was bevallen. Later in het proces verklaarde iemand dat Andries boos achter Queps aangerend was, omdat ze roddels zou verspreiden over Andries. Maritgen Queps zou zwanger geweest zijn en door alle stress een week na de 'aanval' van Andries een miskraam gehad hebben.
Ook werden er in die periode verklaringen afgelegd met betrekking tot Marytje Arendsdr. Op het moment dat de verklaringen werden afgegeven, waren Neeltgen Andries en Marytje Arendsdr. niet meer in Schiedam, maar zaten zij al opgesloten in de Gevangenpoort in Den Haag. Ze waren begin januari ter purge gegaan bij het Hof van Holland in Den Haag. Vlak nadat Neeltgen Andries vertrok uit Schiedam, werden er andere mensen opgepakt op verdenking van toverij, zoals Dieuwer Deckers.
Getuigen gaven aan dat er gruwelijke spokerij was geweest en dat deze spokerij stopte zodra Neeltgen Andries en Marytje Arendsdr. naar Den Haag waren gegaan. Verder zou Andries in een kamer hebben geplast van een van haar buren, waar ze ook huisraad had vernield en een schoteltje met suiker had gestolen. Ook had zij met de andere verdachte vrouwen gedanst op het Broertjesveld samen met duivels in mensengedaante. Tevens hadden de vrouwen op de kermis gedanst en gezongen. Ook had een getuige gezien dat Neeltgen Andries in het licht van de volle maan in een houtvoorraad aan het kijken was.
De burgemeester en schepenen namen de ontstane situatie in Schiedam erg serieus en op 5 januari vertrok er iemand naar Den Haag om advies in te winnen bij rechtsgeleerden van het Hof van Holland "op 't stuck van toverije", zoals werd vastgelegd in het register van certificatiën en akten in het gemeentearchief Schiedam.
Neeltgen Andries en Marytje Arendsdr. mochten hun purgezaak niet in vrijheid afwachten. Ongeveer een week later werd besloten dat het ingewonnen advies uit Den Haag opgevolgd zou worden voor alle zaken van mensen die op dat moment gevangen zaten in Schiedam op verdenking van toverij. Daarnaast werd gesteld dat "de officier deser stede sal waernemen ende achtervolgen de rechtsvorderingen in 't cort van de mandementen van purge bij Neeltgen Maerten Pouwels voor den Hove van Holland geimpetreert".
Op 28 maart werd Anna Hondert Theunen in Schiedam gearresteerd op verdenking van toverij. Ze zou onder andere Marytje Arendsdr. geassisteerd hebben en samen hebben getoverd. Anna Hondert Theunen was al op hoge leeftijd op het moment van arrestatie. In april werd zij van Schiedam naar Den Haag gestuurd om te getuigen in de purgezaak van Neeltgen Andries en Marytje Arendsdr. Op 4 mei vertrok de baljuw van Schiedam naar de hofstad om een kopie van haar bekentenis op te halen ten bate van de processen in zijn eigen stad.
Naast Anna Hondert Theunen werden ook Anna Claasdr en Bay Buyes gearresteerd.
Op 24 februari 1592 deed het Hof van Holland uitspraak. Neeltgen Andries zat toen al ruim een jaar vrijwillig opgesloten. Het Hof van Holland was niet overtuigd van haar onschuld, ondanks de vele verklaringen van hooggeplaatste Schiedammers zoals een weesmeester en een oud-burgemeester, en zet de purgezaak om in een strafzaak. Dit hield in dat Neeltgen Andries gemarteld mocht worden om een bekentenis te verkrijgen en om de doodstraf op te kunnen leggen. Neeltgen Andries had bijstand van een advocaat, Cornelis van der Pol. Hij ging direct in beroep tegen de uitspraak van het Hof van Holland bij de Hoge Raad van Holland, Zeeland en West-Friesland. Maar de Hoge Raad (het hoogste rechtsorgaan op dat moment) nam niet elke zaak aan. Begin april liet de Hoge Raad weten hun zaak in behandeling te willen nemen en de uitspraak van het Hof van Holland werd aangehouden.

### Opnieuw vrijspraak
Op 4 juli 1592 besloot de Hoge Raad om twee raadsfunctionarissen, Diederik van Leeuwen en Johan van Banchum, naar Schiedam te sturen om daar opnieuw de getuigen te horen en onderzoek te doen en alle mogelijke informatie verzamelen die van belang kon zijn bij deze zaak. De Hoge Raad doet er lang over om tot een uiteindelijke uitspraak te komen. Pas in de zomer van 1593 wordt Neeltgen Andries vrijgesproken. Helaas maakte Maerten Pouwels dit niet meer mee, hij overleed in het begin van 1593, waardoor Neeltgen Andries niet alleen de strafzaak moest voeren vanuit de Gevangenpoort, maar ook haar erfdeel veilig moest stellen.

### Overlijden
Neeltgen Andries keerde na de vrijspraak terug naar Schiedam. In 1599 hertrouwde zij met Floris Eewoudsz. van Colster. Maar ook Floris stierf vroegtijdig, waardoor Neeltgen Andries opnieuw alleen achterbleef. Andries' woning werd verdeeld onder de erfgenamen, maar Andries mag er blijven wonen. In 1599 verkochten de erfgenamen een voor een hun erfdeel in de woning aan de buurman van Neeltgen Andries, Gerrit Dirckszn. Op 7 februari 1600 kocht Gerrit Neeltgen Andries uit en zorgde dat ze haar laatste jaren in het Leprozenhuis kon wonen. Gerrit betaalde de leprozenmeester 1200 gulden per jaar, voor die tijd een erg hoog bedrag. In mei 1603 overleed Neeltgen Andries. Ze werd op 6 maart 1603 begraven in de Grote of Sint-Janskerk in Schiedam.

## Neeltgen in 2023
Op Internationale Vrouwendag in 2023 is een gedenktegel onthuld voor Neeltgen Andries (op de steen staat Neeltje) en Marytje Arendsdr. op de Grote Markt van Schiedam. Op 13 oktober 2023 is in het Stedelijk Museum Schiedam de podcast-serie Heksen in Schiedam uitgebracht, waarin het verhaal van Neeltgen Andries en Marytje Arendsdr. werd verteld.